# Kvarntjärnarna (Frostvikens socken, Jämtland, 720465-144144)
Kvarntjärnarna är en sjö i Strömsunds kommun i Jämtland och ingår i Ångermanälvens huvudavrinningsområde.